# Novodachne
Novodachne  (ucraniano: Новодачне) es una localidad del Raión de Podilsk en el Óblast de Odesa de Ucrania. Según el censo de 2001, tiene una población de 79 habitantes.